# Xushi, Fujian
Xushi (kinesiska: 徐市)  är en köping i sydöstra Kina. Den ligger i stadsdistriktet Jianyang i staden Nanping i provinsen Fujian, omkring 180 kilometer nordväst om provinshuvudstaden Fuzhou. Antalet invånare är 15 481. Befolkningen består av 7 600 kvinnor och 7 881 män. Barn under 15 år utgör 20,0 %, vuxna 15-64 år 66 %, och äldre över 65 år 12,0 %.